# Franz Heissler
Franz Heissler (auch Heißler; * 10. Juni 1868 in Winterberg, Südböhmen; † 2. Mai 1945 in Bad Hall, Oberösterreich) war ein österreichischer Bergingenieur und Politiker.

## Leben
Franz Heissler studierte nach 1886 Rechtswissenschaften an der Karl-Ferdinands-Universität in Prag mit Promotion zum JUDr. und seit 1901 an der Montanuniversität Leoben in der Steiermark. Während seines Studiums wurde er 1887 Mitglied der Burschenschaft Marko-Germania Wien und der Burschenschaft Carolina Prag. 1894 trat er in das Revierbergamt in Brüx in Böhmen ein, wurde 1902 dessen Leiter, kam 1900 in das Bergamt in Prag und wurde 1912 Bergrat im Ministerium für öffentliche Arbeiten in Wien. 1917 war Heissler Prokurist und Direktor der Graz-Köflacher Bahnverwaltung, seit 1919 technischer und kaufmännischer Leiter der Ybbstaler Steinkohlenwerke und erster Verwaltungsrat der Wolfsegg-Traunthaler Kohlenwerks AG, wurde Berghauptmann, Hofrat und deren Zentraldirektor.
Franz Heissler gehörte seit 1925 der Gewerbe- und Handelskammer Linz an, wurde 1930 deren Präsident, kam in den Vorstand des Hauptverbandes der Industrie Österreichs und wurde in den ständigen Bergbaubeirat des Ministeriums für Handel und Verkehr berufen. Im März 1934 wurde er Landesrat in der Oberösterreichischen Landesregierung und setzte sich für den Ausbau der Braunkohlenförderung ein. Im November 1934 ersuchte er um Enthebung mit der Begründung, dass seine Tätigkeit als Mitglied der Verwaltungskommission der Österreichischen Bundesbahnen mit der Tätigkeit eines Landesrates nicht vereinbar sei und schied am 12. November 1934 aus der Landesregierung Gleißner II aus. 1938 trat er von allen seinen Ämtern zurück. Er starb 1945 in Bad Hall.

## Ehrungen
- Ritterkreuz des Franz-Josephs-Ordens (1907)
- Kriegsverdienstkreuz für Zivilverdienste I. Klasse (1917)
- Ungarische Kriegserinnerungsmedaille (1930)
- Österreichische Kriegserinnerungsmedaille (1933)
- Großes Silbernes Ehrenzeichen für Verdienste um die Republik Österreich (1933)

## Sonstiges
Nach ihm wurde 1934 der Ing. Heissler-Stollen in Hinterschlagen benannt.

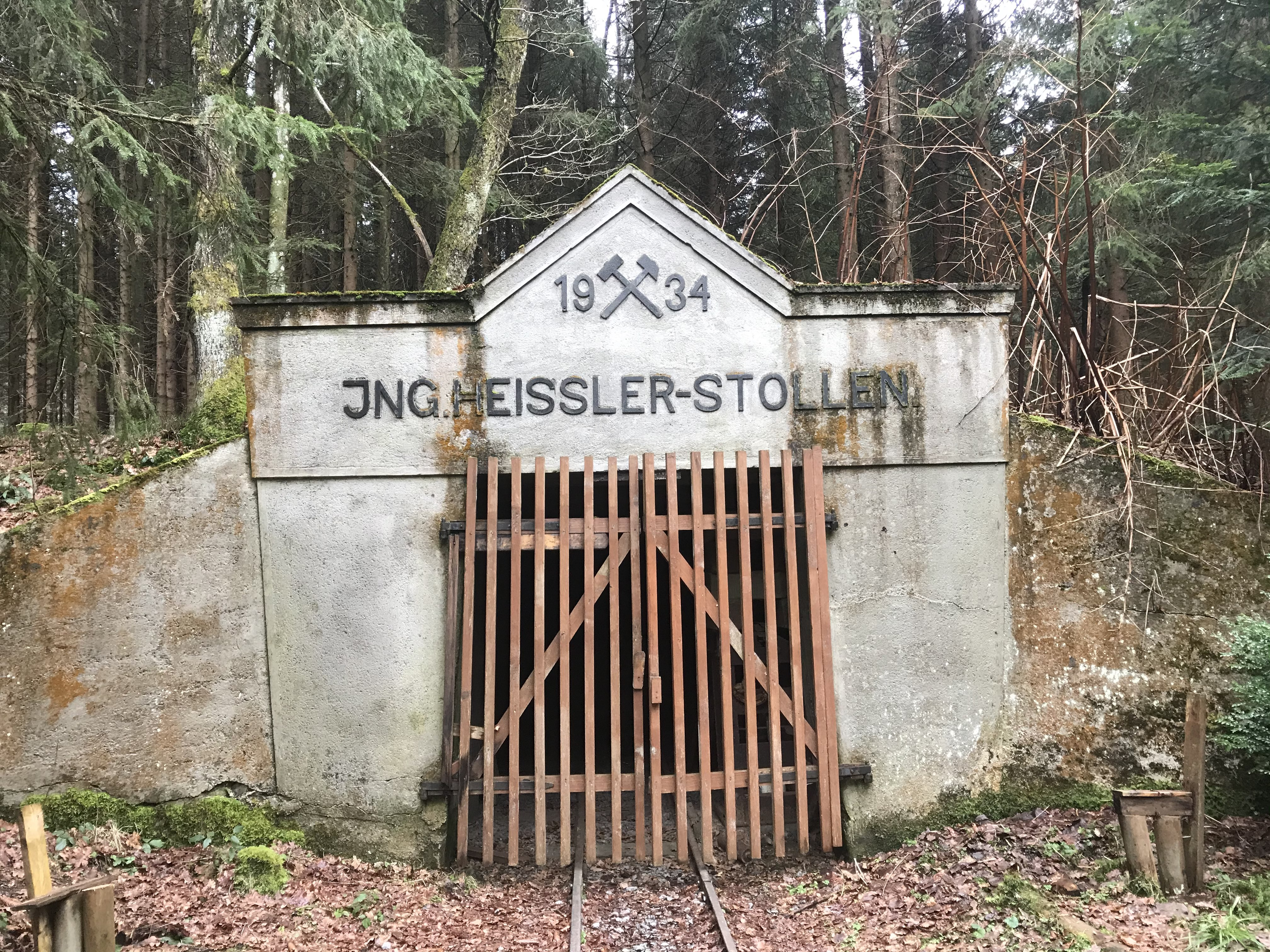
Der Ing. Heissler-Stollen